# Rebecca Rippon
Pour les articles homonymes, voir Rippon.
Rebecca Rippon, née le 26 décembre 1978 à Sydney, est une joueuse australienne de water-polo. 
Elle est la sœur de Melissa Rippon et la demi-sœur de Kate Gynther, elles aussi joueuses de water-polo. 

## Palmarès
- Jeux olympiques d'été de 2008 à Pékin
  -  médaille de bronze au tournoi olympique

- Championnats du monde 2007 à Melbourne
  -  médaille de bronze aux championnats du monde

- Coupe du monde 2006 à Tianjin
  -  médaille d'or à la coupe du monde